# Ye Qiaobo
Ye Qiaobo (葉喬波S; Changchun, 3 agosto 1964) è un'ex pattinatrice di velocità su ghiaccio cinese.

## Palmarès

### Olimpiadi
- Argento a Albertville 1992 nei 500 metri.
- Argento a Albertville 1992 nei 1000 metri.
- Bronzo a Lillehammer 1994 nei 1000 metri.

### Giochi asiatici
- Argento a Sapporo 1990 nei 1000 metri.
- Bronzo a Sapporo 1986 nei 500 metri.
- Bronzo a Sapporo 1986 nei 1000 metri.